# Museo de Bellas Artes de Angers
El Museo de Bellas Artes de Angers (en francés: Musée des Beaux-Arts d'Angers) es un museo situado en Angers, en un hôtel particulier, llamado Logis Barrault, plaza Saint-Eloi, cerca de la histórica ciudad de Angers. Es parte del complejo que incluye el Jardín de Bellas Artes de Todos los Santos, la Galería de David d'Angers, la biblioteca de la ciudad y el restaurante universitario. Hay una rica colección de obras de arte adquiridas a lo largo de los siglos en un área total de 7 000 m².
El museo incluye:
- 2 500 metros cuadrados para las colecciones permanentes
- 500 m² para exposiciones temporales
- 1 000 m² para las zonas públicas de recepción de las salas, zona de tránsito de museos, auditorio, sala de vídeo, cafetería, tienda...
- 3 000 m² restantes de espacios técnicos

El sitio combina la historia y la creación, la museografía más moderna y la visita agradable.

## Historia
Después de la Revolución Francesa, el Directorio fundó las Escuelas centrales y la de Maine-et-Loire se transfirió en 1797  a la mansión Logis Barrault, un edificio construido entre 1486 y 1493 por Olivier Barrault servidor del rey, tesorero de Bretaña y alcalde de Angers, que experimentó varias ampliaciones y profundas transformaciones en los siglos XVII y XVIII.
En mayo de 1801, el museo de la Escuela central de Maine-et-Loire abrió sus puertas, tomando como modelo el museo del Louvre.
En 1803, las Escuelas centrales se retiraron, pero por voluntad de la ciudad de Angers, en el museo se conservó la pintura, el estudio de la historia natural y la biblioteca que será abierta en 1805. El museo es considerado como «uno de los más ricos depósitos se conserva en todos los departamentos vecinos, y después del de París, este será uno de los más bonitos de Francia.»  
Dos siglos después existe un punto de inflexión para el Museo, que estaba experimentando una grave falta de espacio y un deterioro lamentable, que no enriquecía al museo que era regularmente enriquecido con legados y regalos de prestigio, como los de Pierre-Jean David llamado David d'Angers.
En 1839, se inauguró la galería de David d'Angers, en el antiguo refectorio del museo (donde permaneció hasta 1984).
En 1859, Theodore Lancelot Turpin Crisse enriquece la colección del museo con un importante legado: arte egipcio, griego y romano, bronces antiguos, jarrones griegos, vidrios, esmaltes y cerámicas, incluyendo muchas pinturas de Jean Auguste Dominique Ingres (Paolo y Francesca ), y algunos primitivos incluyendo un tríptico de la Escuela de Aviñón. Formó una colección que refleja los gustos eclécticos de la Restauración, con un valor total estimado de casi un millón de francos de la época.
En 1861, el pintor William Bodinier ofreció a la ciudad el hotel Pincé —museo Pincé— para acoger los objetos de la colección de Turpin de Crisse en honor del donante Theodore Lancelot Turpin Crisse, 1782-1859.
En 1887, se produjo la inauguración de la galería de Beaurepaire, construcción perpendicular a la galería David d'Angers y diseñada por el arquitecto municipal Carlos Demoget. En esa galería se presentan obras como La Danza de Charles-Adolphe Gumery, La Muerte de Príamo de Pierre Narcisse Guérin.
Con el siglo XX, surgieron proyectos de expansión. Una nueva entrada para el público parecía hacer el museo más visible. Pero el proyecto fue abortado.
En 1944, el museo fue devastado por la guerra y entró, dos años más tarde, en la lista de museos provinciales clasificados.
Desde 1949, el museo fue sumariamente reorganizado y reabierto en 1950. Los conservadores, a continuación, debieron adaptarse a las limitaciones del espacio, sin poder realmente mejorar las colecciones.
En 1977, el Ayuntamiento prevé la remodelación del Museo de Bellas Artes. En 1980, se decidió inicialmente mover la biblioteca, y en segundo lugar, transferir el espacio de la galería David d'Angers del espacio del seminario a la iglesia de la abadía de Toussaint de Angers. En 1984, François Mitterrand inauguró la nueva galería de David d'Angers.
En 1998, el Ayuntamiento aprobó el proyecto científico y cultural presentado por Nouëne Patrick, director y conservador jefe de los museos de Angers.
Entre 1999 y 2004, se abordó una profunda renovación, con modificación y ampliación orquestadas por dos arquitectos de renombre:
- Gabor Mester de Parajd (arquitecto jefe de monumentos históricos) ha realizado o dirigido varios proyectos importantes en Maine-et-Loire, como la catedral de San Mauricio de Angers y la Abadía de Fontevraud. Es compatible con la restauración de la herencia histórica de la casa Barrault y piezas antiguas, en el más puro respeto a las referencias históricas y arquitectónicas. «El Museo de Bellas Artes es una mezcla de estilos y de construcciones. Nuestro objetivo era mejorar la identidad de cada época y de armonizar todos los edificios. En las fachadas, queríamos preservar el auténtico lugar, no contratar un nuevo restaurante. Intra-muros, los distintos avances llevados a cabo a lo largo de los siglos nos ha llevado a los estudios históricos y a iniciar muchas investigaciones. Teniendo en cuenta los descubrimientos en el sitio. Por ejemplo, hemos dado con una galería de arco, una de las peculiaridades de la casa Barrault.»

- Antoine Stinco (arquitecto museógrafo) que participó en la realización del Museo de Arte Moderno y Contemporáneo de Toulouse y de la Galerie Nationale du Jeu de Paume en París. En el Museo de Bellas Artes de Angers, se dedicó a la renovación de los espacios más recientes, para crear espacios totalmente nuevos: «Mi primer objetivo era organizar un lugar de vida que facilita el descubrimiento y fomenta la curiosidad de las audiencias. No estoy tratando de copiar el pasado, utilizando el mismo estilo arquitectónico. Mi misión era crear espacios nuevos en relación con su función».

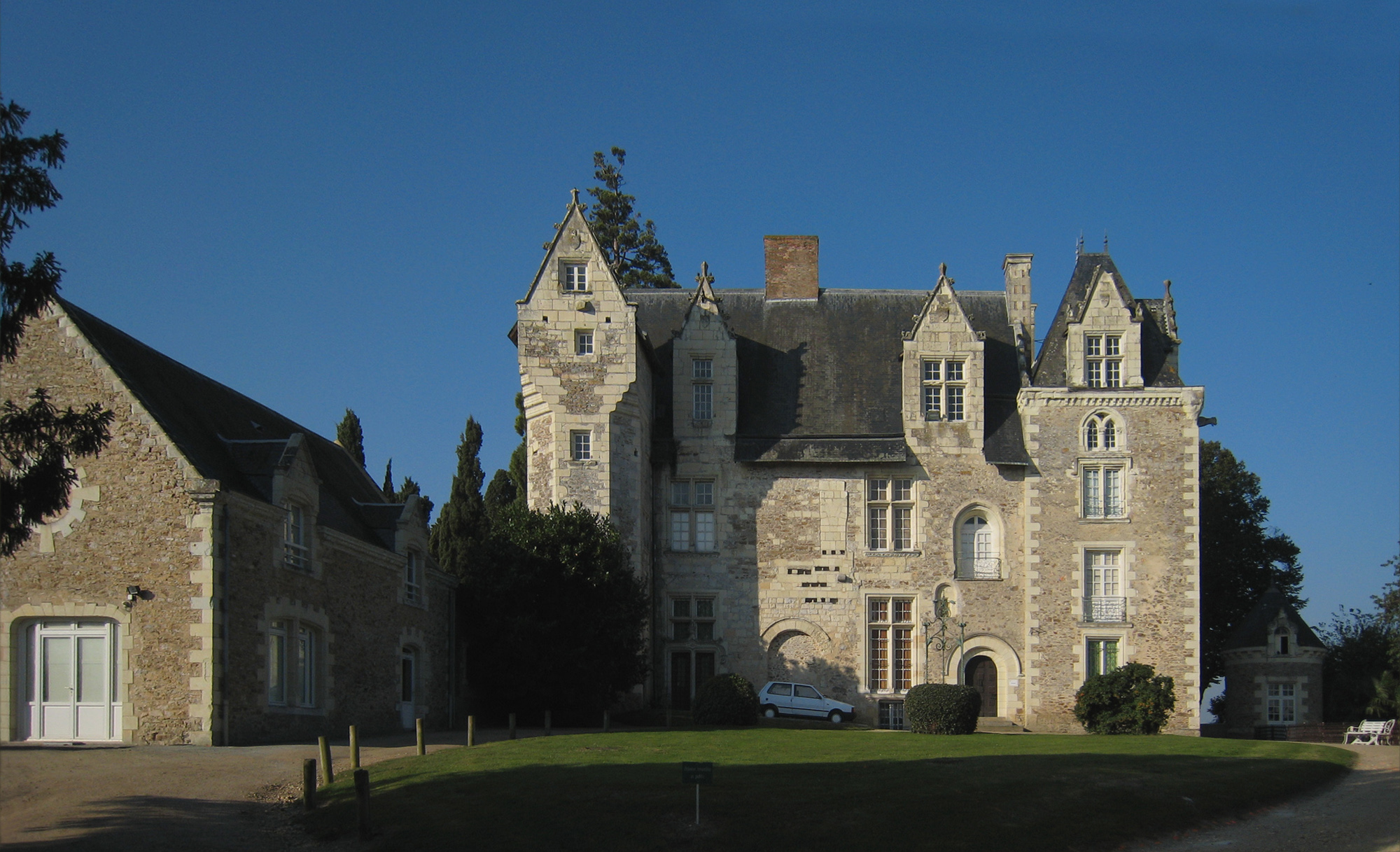
Castillo Villevêque, satélite del Museo de Bellas Artes de Angers

En 2003, la ciudad de Angers recibió por legado de su último propietario y donante, Daniel Duclaux, el castillo Villevêque y su extensa colección de objetos que contiene. Entre esta rica colección de más de 900 obras, cientos de muebles antiguos, unos sesenta libros antiguos, manuscritos e incunables, cerámica italiana y la hispano-morisco, esmaltes de Limousin, 70 obras de arte, esculturas en piedra o madera medieval policromada y tapices flamencos de la época del Renacimiento.
Ese mismo año, fue abierto al público, el Castillo-Museo de Villevêque adjunto al Museo de Bellas Artes de Angers.
- Vistas del Logis Barrault , el edificio que alberga el Museo

Vistas del Logis Barrault, el edificio que alberga el Museo
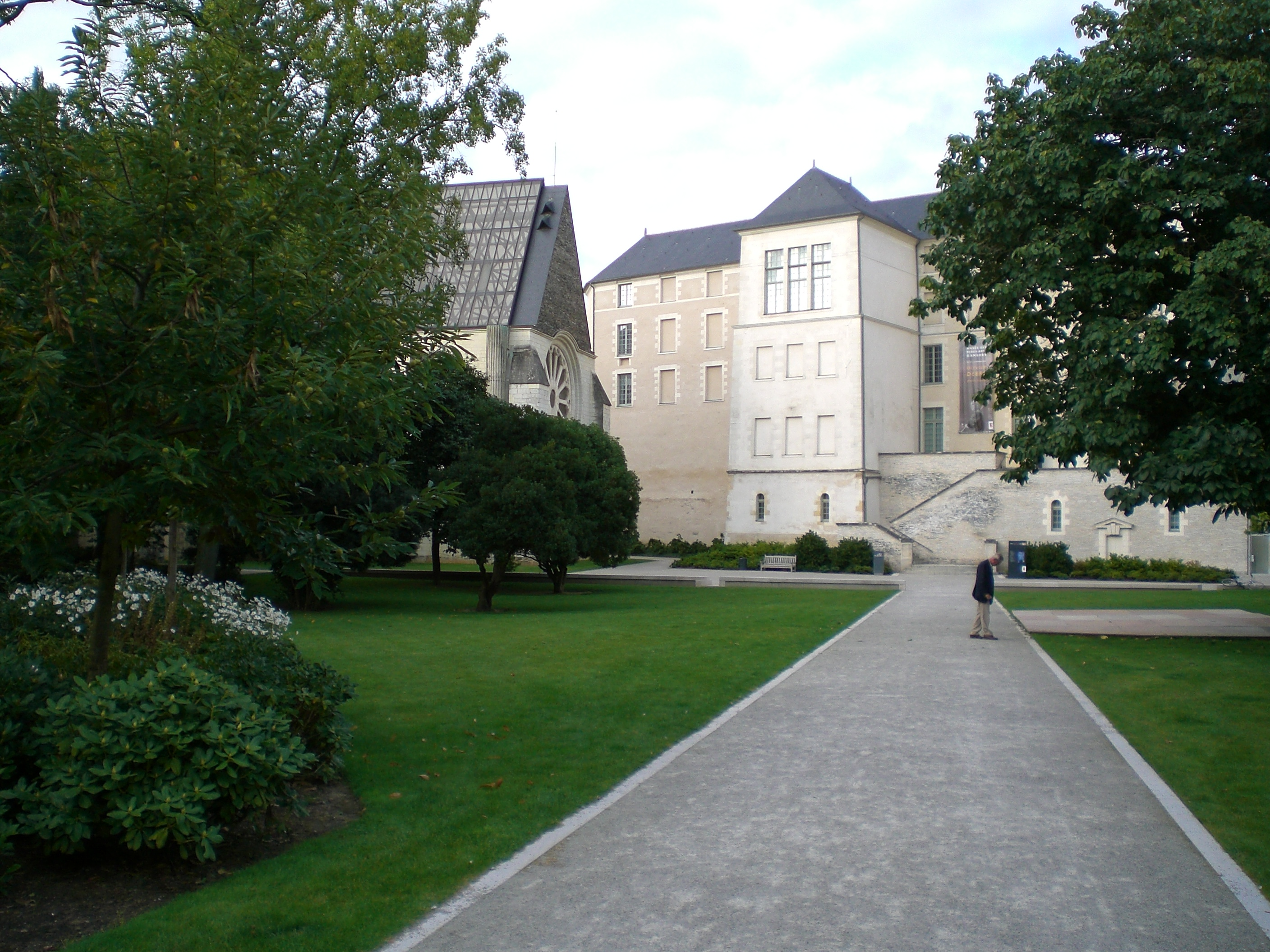
Paseo por el jardín
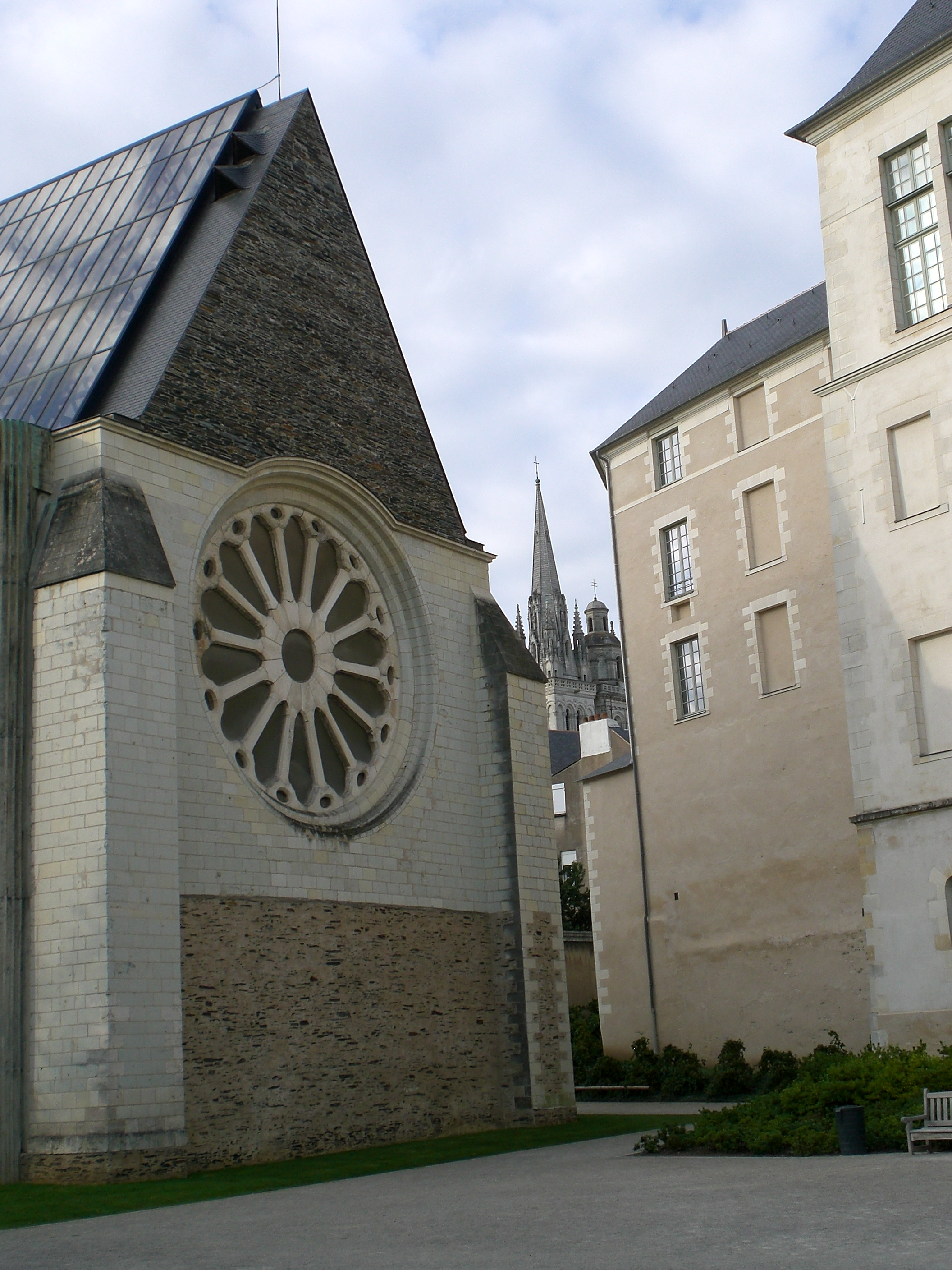
La antigua abadía de Toussaint
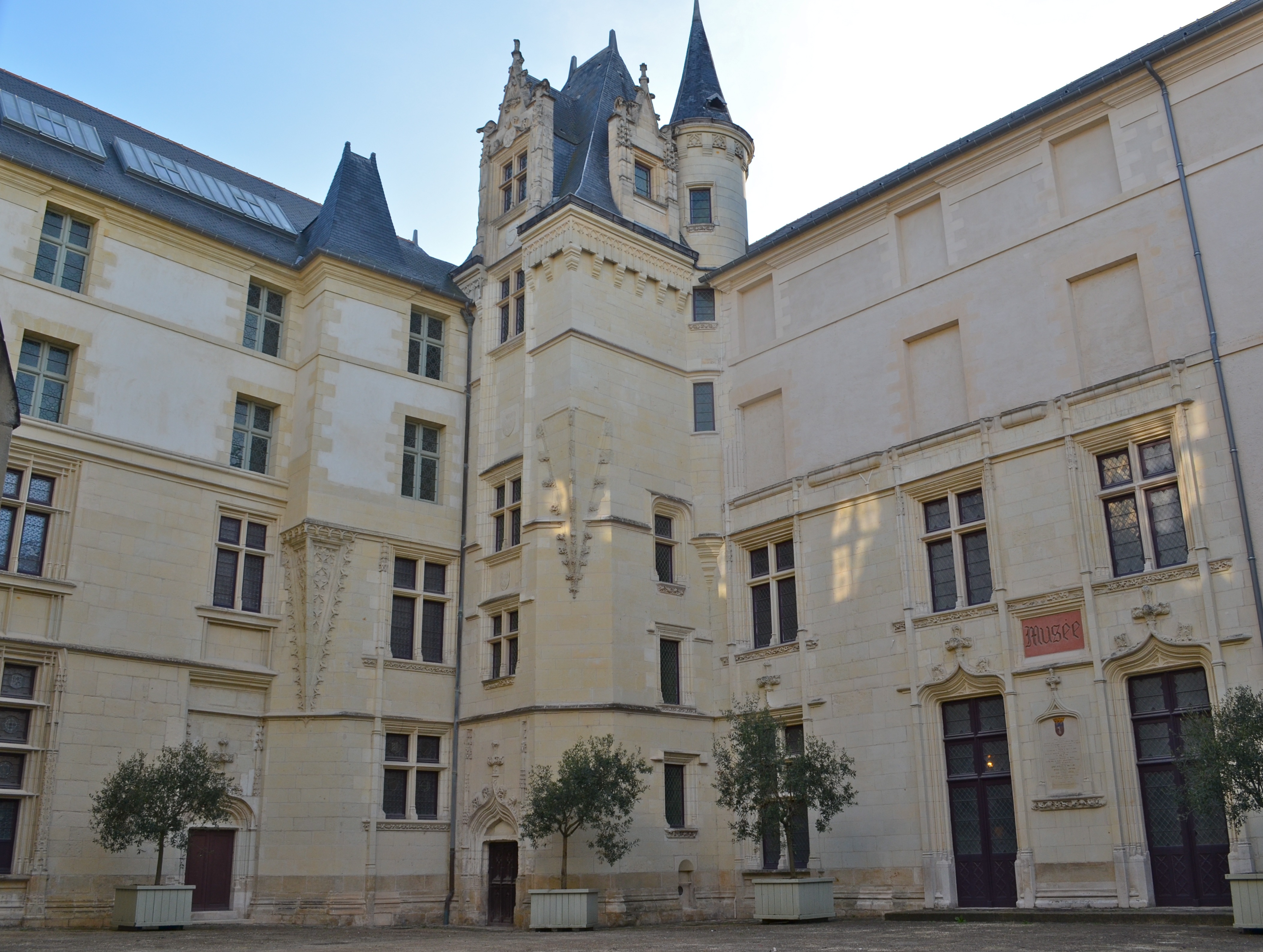
Patio interior del Logis Barrault
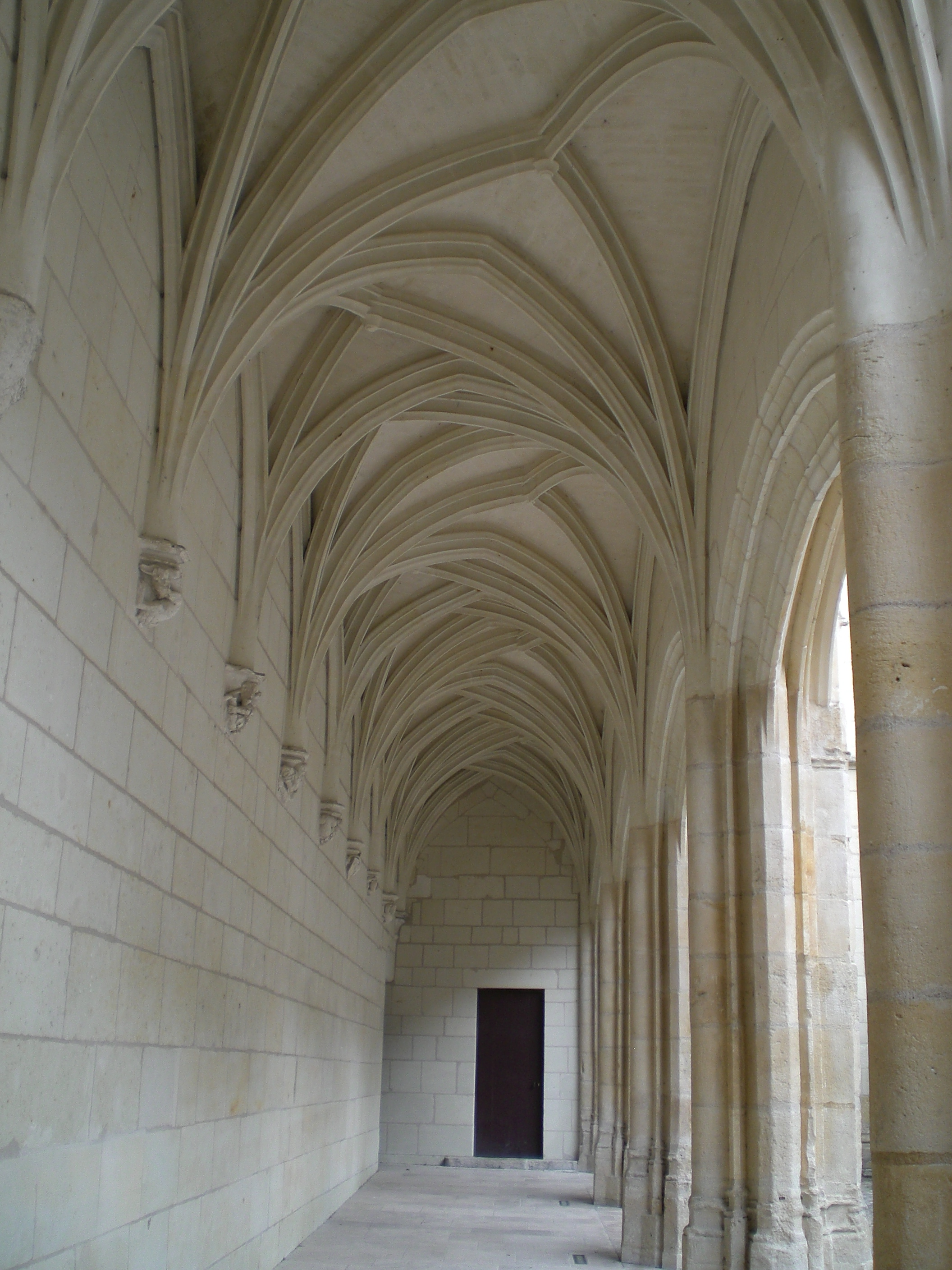
Soportal

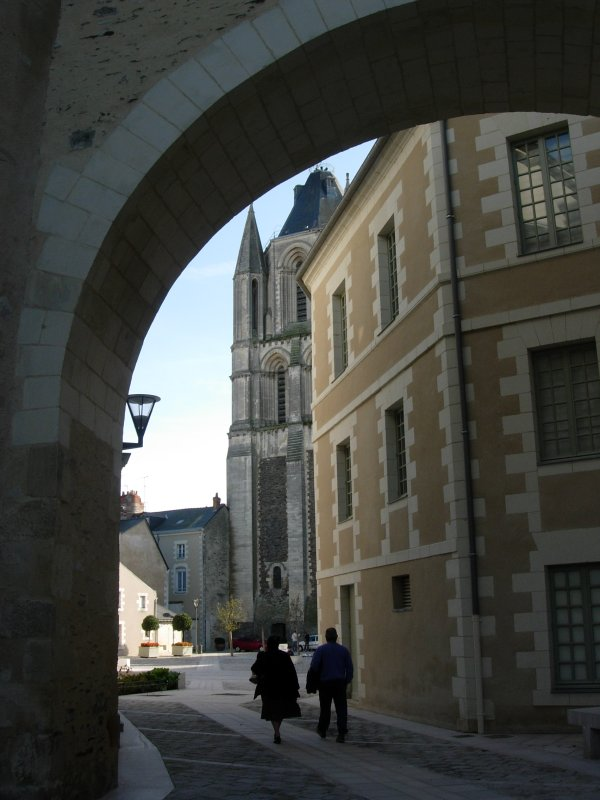
La plaza Saint-Éloi con la Torre Saint Aubin
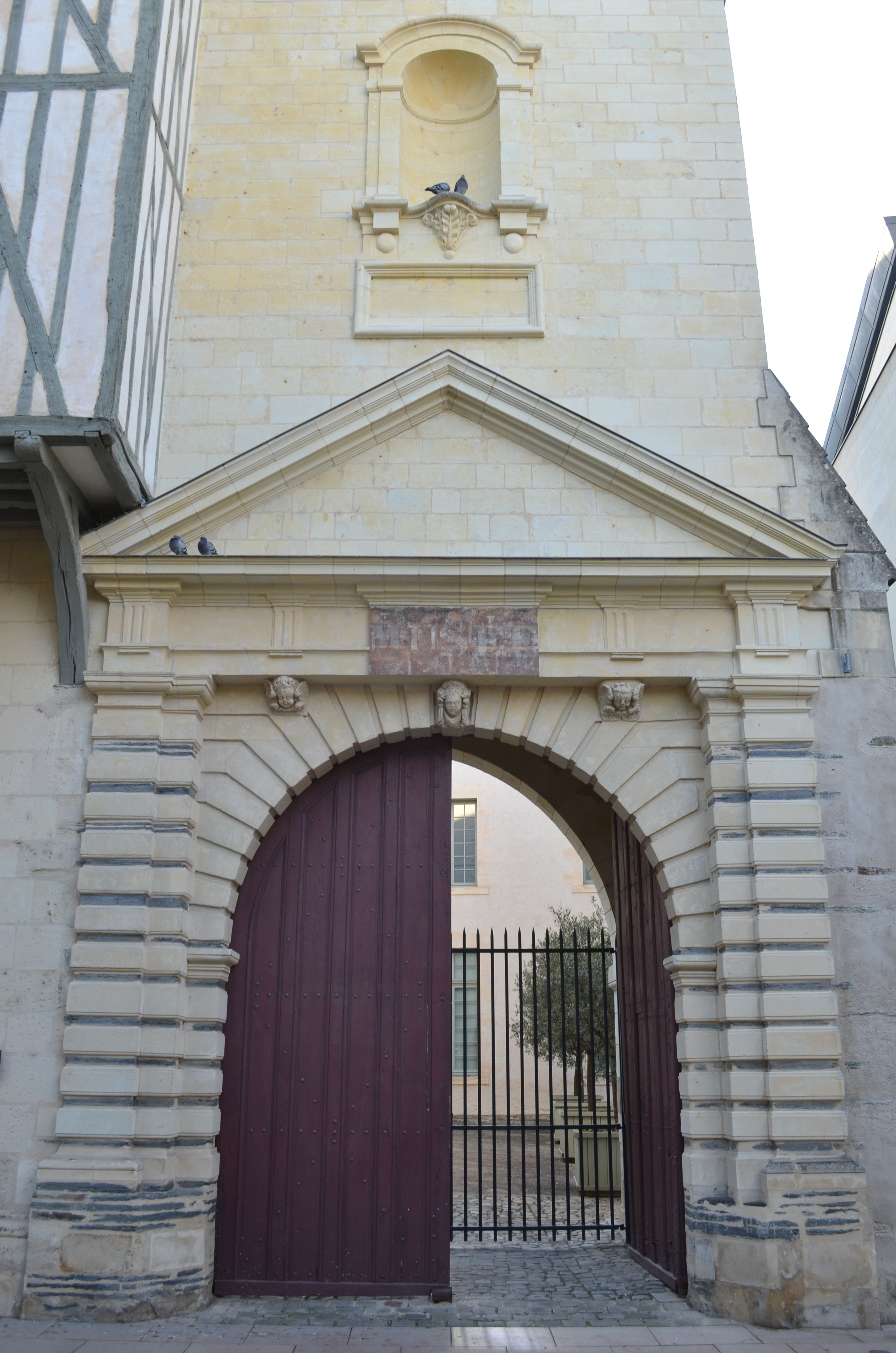
Puerta neoclásica edificada en 1854
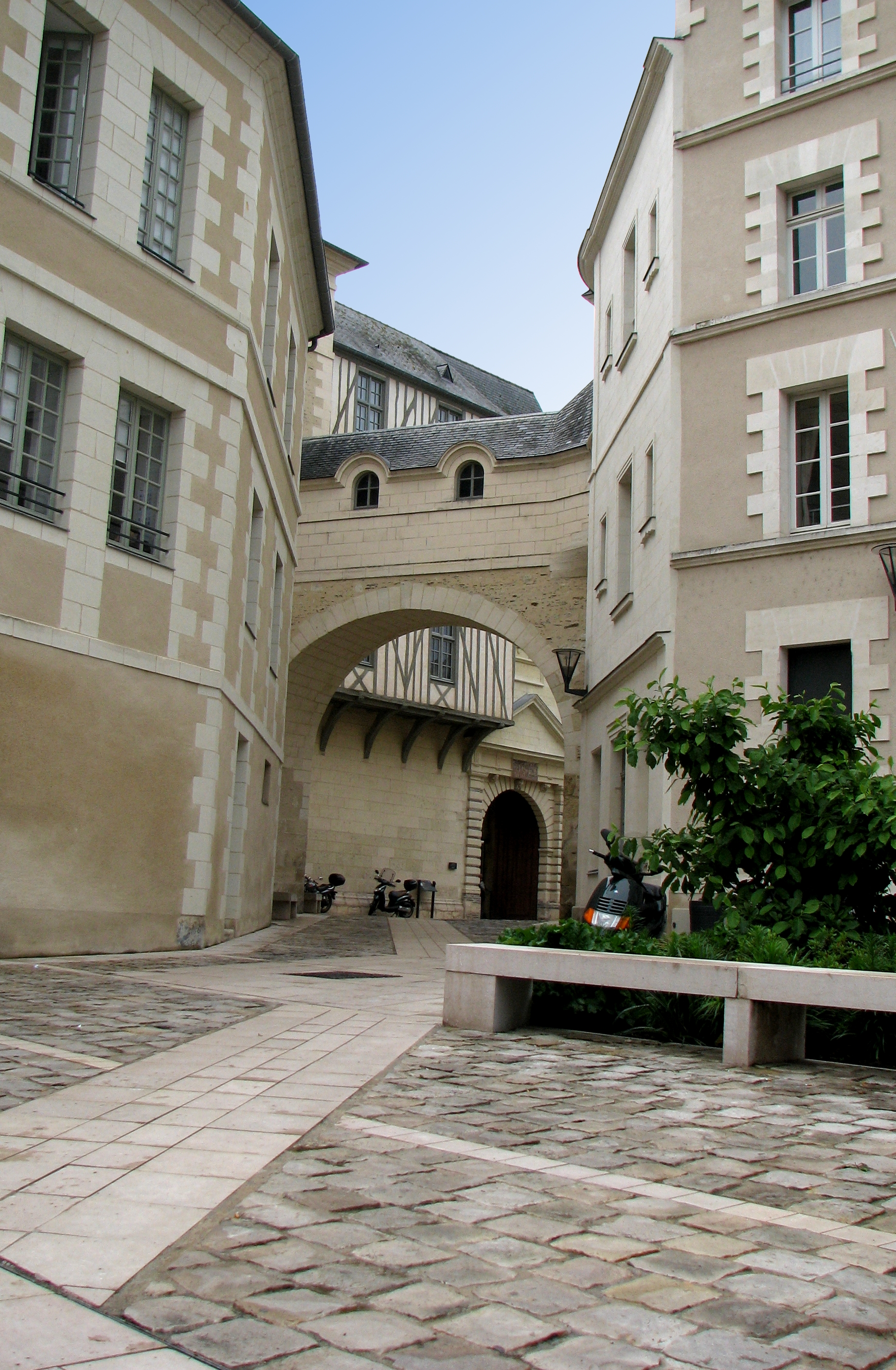
Galería de comunicación entre el Logis Barrault y la iglesia prioral
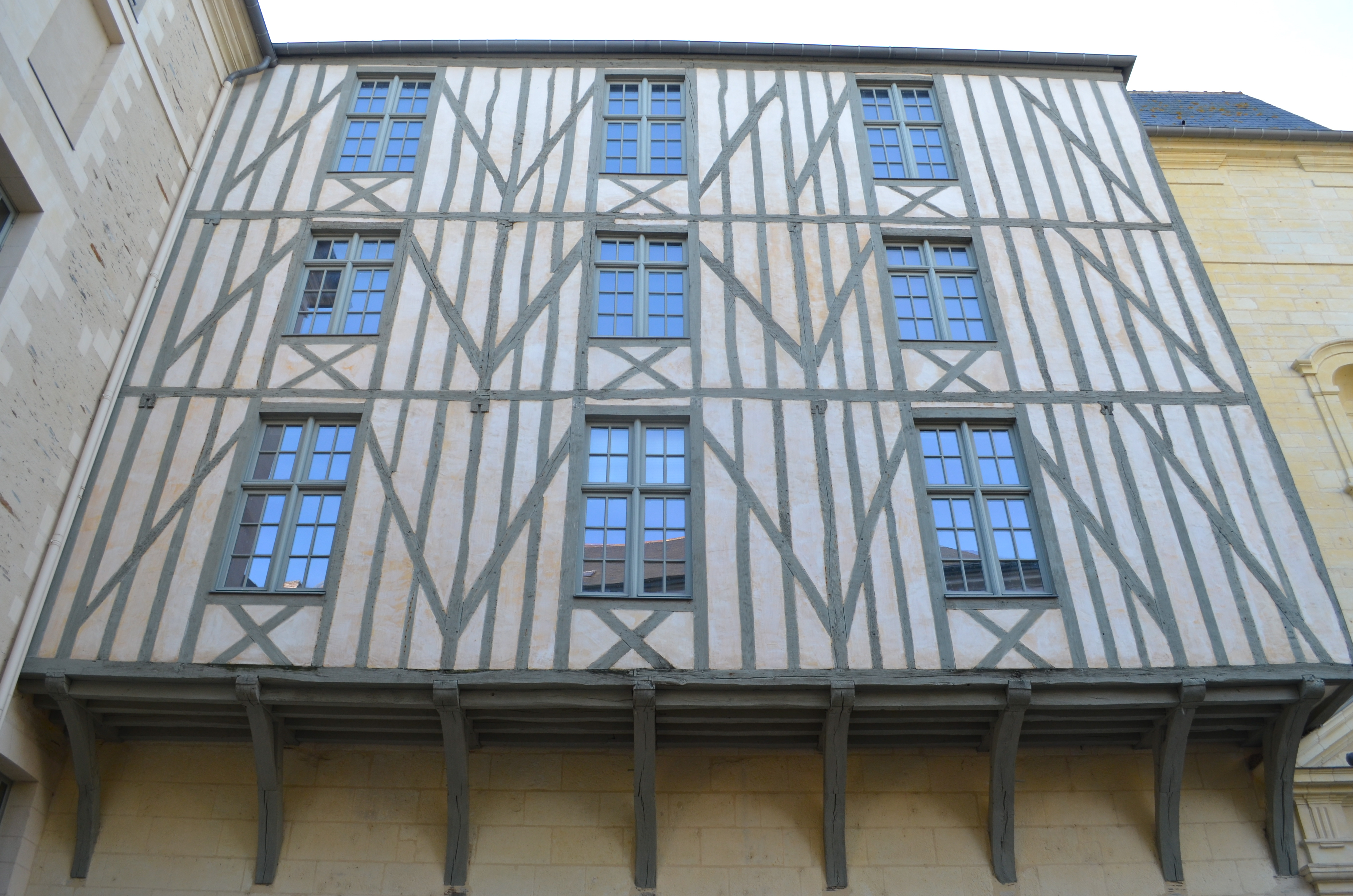
Fachada en pans de bois
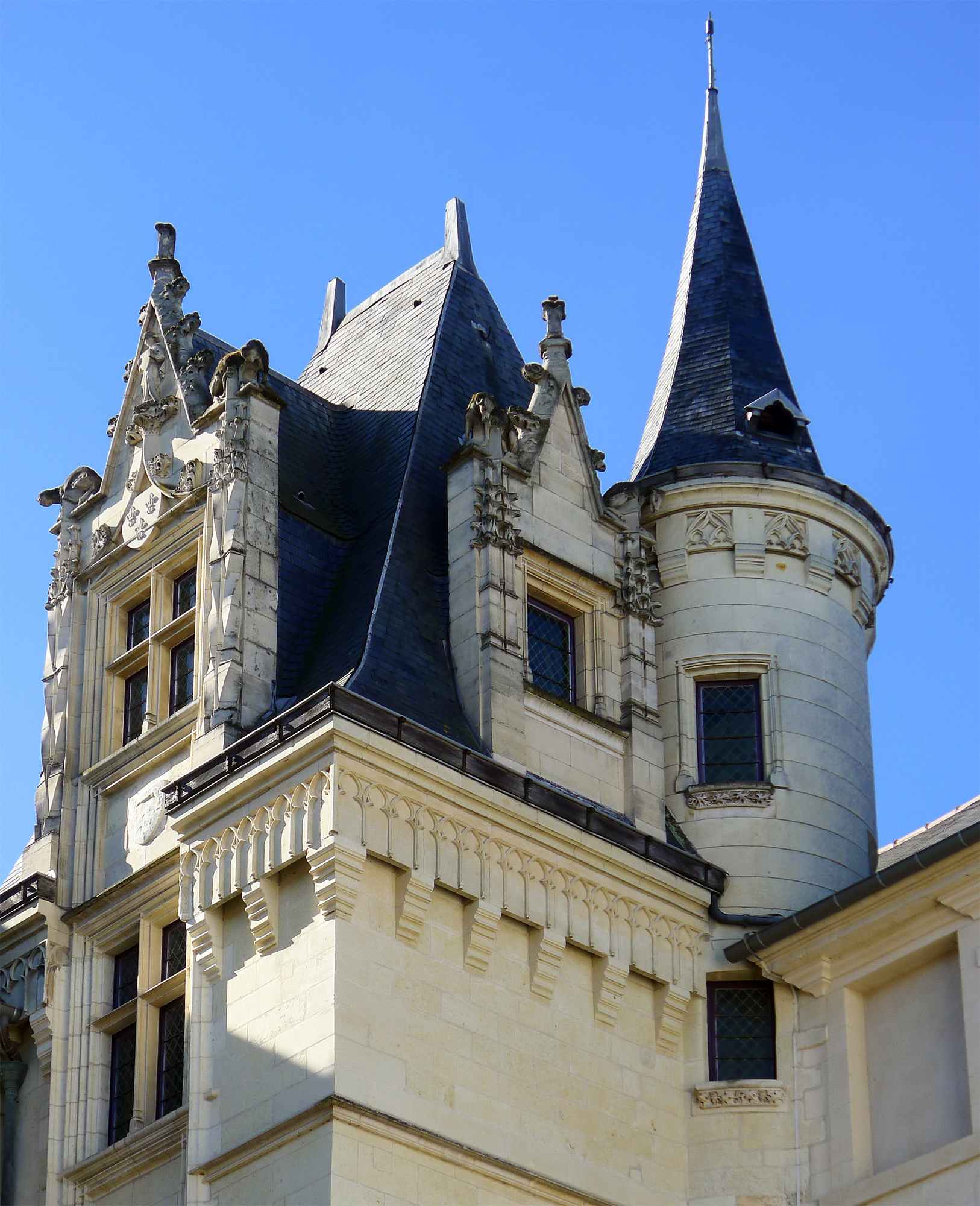
Reminiscencia gótica: la torre con clochetón

## Fondos expuestos

### Las colecciones permanentes
A través de muchas donaciones, legados, compras o depósitos, las obras se encuentran en las salas históricas del museo. 350 de ellas están expuestas de las más de 1700 con que cuenta el Museo de Bellas Artes. Aproximadamente 150 han sido objeto de una restauración fundamental durante la construcción. Están divididas en dos epígrafes permanentes distintos:
- Las  Bellas Artes. Con una rica colección de pinturas, objetos de arte y escultura, siguiendo cronológicamente los diferentes movimientos artísticos del siglo XIV al XXI. Dos habitaciones en el primer piso, restaurado por los monumentos históricos, se dedican al principio del siglo XIV (francés, italiano y flamenco) y objetos de arte pertenecientes ala Edad Media tardía y el Renacimiento, pero también a las escuelas del norte del XVI y XVII, las escuelas francesa e italiana del XVI y XVII.  En el segundo piso, el visitante descubre las obras del siglo XVIII en los reinados de Luis XV y Luis XVI, a continuación, las grandes pinturas del siglo XIX. En el primer piso una gran sala dedicada al arte moderno del siglo XX y el arte contemporáneo y la habitación del piso Gumery que presenta grandes lienzos de finales del siglo XIX y esculturas.

- La Historia de Angers. Con la colección del antiguo Museo de Antigüedades, que fue creado a partir de las excavaciones en Angers y adquisiciones, una galería de artefactos arqueológicos y objetos de arte decorativo. Se presenta desde los orígenes a los proyectos de planificación urbana contemporánea, el desarrollo de la ciudad de Angers. Los descubrimientos arqueológicos antiguos y nuevos muestran los primeros vestigios de la ocupación del lugar en el Neolítico y la creación de la ciudad galo-romana: Juliomagus. Fragmentos de lápidas y elementos de madera, evocan la decoración escultórica de las iglesias y las casas de madera.  La diversidad social, económica y cultural se ilustra con una significativa ilustraciones: retratos, vistas de la ciudad y fotografías.

### Exposiciones temporales
En el museo se presentan al año dos o tres exposiciones temporales, en la sala de exposiciones temporales, como las obras de Niki de Saint Phalle, en 2004, o de François Morellet, en 2006. Algunas de las exposiciones se llevan a cabo en el espacio de las colecciones permanentes, como Agnes Thurnauer en 2008.

#### Exposiciones
- François Morellet 1926-2006, etc... Fantasías recientes (25 junio – 12 de noviembre de 2006)
- Examen, de Olivier Debré (25 de mayo de 2007 – 4 de noviembre de 2007)
- Dreams Are Free, de Marie-Jo Lafontaine (15 de diciembre de 2007 – 13 de abril de 2008)
- Anthony Caro (24 mayo – 21 de septiembre de 2008)
- Daniel Tremblay (8 de noviembre de 2008 – 3 de mayo de 2009)
- Robert Malaval, retrospectiva (1937-1980) (13 junio – 25 de octubre de 2009)
- La formación del retrato: Rodin cumplir con sus modelos (4 de diciembre de 2009 – 28 de marzo de 2010)
- Loriot&Mélia Vu-pas-vu (30 de octubre de 2010 – 3 de abril de 2011)[2]
- Jacques Villon, nacido Gaston Duchamp (1875-1963) (4 de noviembre de 2011 – 1 decabril de 2012)
- La última noche de Troya (25 de mayo – 2 de septiembre de 2012)
- Edward Baran (16 de mayo – 15 de septiembre de 2013)